# Powiatowa Komenda Uzupełnień Gostyń
Powiatowa Komenda Uzupełnień Gostyń (PKU Gostyń) – organ wojskowy właściwy w sprawach uzupełnień Sił Zbrojnych II Rzeczypospolitej i administracji rezerw w powierzonym mu okręgu.

## Historia komendy
10 stycznia 1919 roku głównodowodzący Wojsk Polskich w zaborze pruskim Stanisław Taczak, w celu uzupełnienia oraz przeprowadzenia werbunku do oddziałów wojskowych podzielił Wielkie Księstwo Poznańskie na trzynaście obwodów uzupełniających, a w każdym z nich ustanowił obwodową komendę uzupełniającą (OKU). Wszystkie komendy obwodowe zostały tymczasowo podporządkowane Wydziałowi Ib Sztabu Dowództwa Głównego. Wśród wymienionych obwodów znalazł się Obwód Uzupełniający Rawicz, do którego należały powiaty: Powiat gostyński, koźmiński, krotoszyński i rawicki.
31 stycznia 1919 roku generał porucznik Józef Dowbor-Muśnicki polecił sierżantowi sztabowemu Adamczewskiemu objąć czasowo OKU dla powiatów gostyńskiego, koźmińskiego, krotoszyńskiego i rawickiego z tymczasową siedzibą w Krotoszynie. W każdym z powiatów został ustanowiony oficer ewidencyjny, podległy OKU. OKU w Krotoszynie miała uzupełniać oddziały wojskowe w II Okręgu Wojskowym. Zakres działania OKU był tożsamy z zakresem działania niemieckich Bez. Kdo. (Bezirkskommandeur), natomiast zakres działania oficerów ewidencyjnych z zakresem działania niemieckich urzędów meldunkowych Melde-Amt oraz oficerów (Bez.Offz.) i podoficerów ewidencyjnych (Bez. Feldw.).
W pierwszej kolejności OKU miała przeprowadzić werbunek ochotników zgłaszających się do służby w oddziałach wojskowych, sporządzić spis oficerów i aspirantów oraz osób posiadających kwalifikacje do pełnienia służby oficerskiej w Wojsku Polskim, które nie znajdowały się w oddziałach. Chodziło o Polaków – byłych żołnierzy armii niemieckiej posiadających stopnie: zastępcy oficera (Offizierstellvertreters), wicefeldfebla (Vizefeldwebela) lub wicewachmistrza (Vizewachtmeister). Ponadto komenda miała „dbać o wszystkich żołnierzy wyćwiczonych od 20 do 30 roku życia, nieczynnych w obecnej służbie wojskowej” oraz „rekrutów roczników 1900 i 1901 do poboru”. W tym celu OKU oraz oficerowie ewidencyjni mieli otworzyć biura werbunkowe. Obowiązek prowizorycznego obsadzenia urzędów w OKU spoczywał na dowódcy okręgu wojskowego.
W czerwcu 1921 roku PKU Krotoszyn była podporządkowana Dowództwu Okręgu Generalnego „Poznań” i obejmowała swoją właściwością powiaty: gostyński, koźmiński, krotoszyński, leszczyński i rawicki.
15 listopada 1921 roku, w związku z wprowadzeniem podziału kraju na dziesięć okręgów korpusów i wprowadzeniem pokojowej organizacji służby poborowej, dotychczasowa PKU Krotoszyn została przemianowana na Powiatową Komendę Uzupełnień Gostyń z tymczasową siedzibą w Krotoszynie. Komenda była podporządkowana Dowództwu Okręgu Korpusu Nr VII w Poznaniu i obejmowała swoją właściwością powiaty: gostyński, koźmiński, krotoszyński i rawicki. Powiat leszczyński został włączony do PKU Kościan. Z dniem 26 maja 1922 roku PKU została przeniesiona z Krotoszyna do Gostynia.
W kwietniu 1925 roku PKU Gostyń nadal podlegała DOK VII w Poznaniu i administrowała powiatami: gostyńskim, koźmińskim, krotoszyńskim i rawickim.
18 listopada 1924 roku weszła w życie ustawa z dnia 23 maja 1924 roku o powszechnym obowiązku służby wojskowej, a 15 kwietnia 1925 roku rozporządzenie wykonawcze ministra spraw wojskowych do tejże ustawy, wydane 21 marca tego roku wspólnie z ministrami: spraw wewnętrznych, zagranicznych, sprawiedliwości, skarbu, kolei, wyznań religijnych i oświecenia publicznego, rolnictwa i dóbr państwowych oraz przemysłu i handlu. Wydanie obu aktów prawnych wiązało się z przejęciem przez władze cywilne (administracji I instancji) większości zadań związanych z przygotowaniem i przeprowadzeniem poboru. Przekazanie większości zadań władzom cywilnym umożliwiło organom służby poborowej zajęcie się wyłącznie racjonalnym rozdziałem rekruta oraz ewidencją i administracją rezerw. Do tych zadań dostosowana została organizacja wewnętrzna powiatowych komend uzupełnień i ich składy osobowe. Poszczególne komendy różniły się między sobą składem osobowym w zależności od wielkości administrowanego terenu.
Zadania i nowa organizacja PKU określone zostały w wydanej 27 maja 1925 roku instrukcji organizacyjnej służby poborowej na stopie pokojowej. W skład PKU Gostyń wchodziły trzy referaty: I) referat administracji rezerw, II) referat poborowy i referat inwalidzki. Nowa organizacja i obsada służby poborowej na stopie pokojowej według stanów osobowych L. O. I. Szt. Gen. 3477/Org. 25 została ogłoszona 4 lutego 1926 roku. Z tą chwilą zniesione zostały stanowiska oficerów ewidencyjnych.
12 marca 1926 roku została ogłoszona obsada personalna Przysposobienia Wojskowego, zatwierdzona rozkazem Dep. I L. 6000/26 przez pełniącego obowiązki szefa Sztabu Generalnego gen. dyw. Edmunda Kesslera, w imieniu ministra spraw wojskowych. Zgodnie z nową organizacją pokojową Przysposobienia Wojskowego zostały zlikwidowane stanowiska oficerów instrukcyjnych przy PKU, a w ich miejsce utworzone rozkazem Oddz. I Szt. Gen. L. 7600/Org. 25 stanowiska oficerów przysposobienia wojskowego w pułkach piechoty.
Od 1926 roku, obok ustawy o powszechnym obowiązku służby wojskowej i rozporządzeń wykonawczych do niej, działalność PKU … normowała „Tymczasowa instrukcja służbowa dla PKU”, wprowadzona do użytku rozkazem MSWojsk. Dep. Piech. L. 100/26 Pob.
Z dniem 10 stycznia 1927 roku PKU Gostyń została zlikwidowana, a jej okręg poborowy włączony do okręgu PKU Jarocin.

## Obsada personalna
Poniżej przedstawiono wykaz oficerów zajmujących stanowisko komendanta Powiatowej Komendy Uzupełnień oraz wykaz osób funkcyjnych (oficerów i urzędników wojskowych) pełniących służbę w PKU Gostyń, z uwzględnieniem najważniejszej zmiany organizacyjnej przeprowadzonej w lutym 1926 roku.
| Komendanci                             | Komendanci              | Komendanci                       |
| -------------------------------------- | ----------------------- | -------------------------------- |
| Stopień, imię i nazwisko               | Okres pełnienia funkcji | Kolejne stanowisko (dalsze losy) |
| sierż. szt. Adamczewski                | p.o. od 31 I 1919       |                                  |
| ppor. Czesław Weiss                    | od 19 I 1920            |                                  |
| mjr piech. Jan Namysł                  | 1922 – 1923             | komendant PKU Jarocin            |
| ppłk piech. Władysław Liber            | do 23 V 1923            | komendant PKU Bydgoszcz          |
| ppłk sam. Włodzimierz Ossoria-Bukowski | 30 V 1923 – IV 1924     | komendant PKU Pszczyna           |
| mjr piech. Eugeniusz Sypniewski        | IV 1924 – XI 1926       | komendant PKU Gniezno            |

| Obsada pozostałych stanowisk funkcyjnych PKU w latach 1923–1925 | Obsada pozostałych stanowisk funkcyjnych PKU w latach 1923–1925    | Obsada pozostałych stanowisk funkcyjnych PKU w latach 1923–1925 | Obsada pozostałych stanowisk funkcyjnych PKU w latach 1923–1925 |
| --------------------------------------------------------------- | ------------------------------------------------------------------ | --------------------------------------------------------------- | --------------------------------------------------------------- |
| I referent                                                      | por. piech. / kpt. kanc. / kpt. piech. Franciszek Winiarski        | 1923 – II 1926                                                  | kierownik I referatu                                            |
| II referent                                                     | urzędnik wojsk. XI rangi / por. kanc. Stanisław Czesław Chłodnicki | 1923 – II 1926                                                  | kierownik II referatu                                           |
| referent inwalidzki                                             | urzędnik wojsk. XI rangi / por. kanc. Stefan I Markiewicz          | 1923 – II 1926                                                  | referent inwalidzki                                             |
| oficer instrukcyjny                                             | kpt. piech. Adolf Stanisław Szymański                              | do III 1926                                                     | 56 pp                                                           |
| oficer ewidencyjny na powiat gostyński                          | urzędnik wojsk. XI rangi Aleksander Kiszakiewicz                   | od 1 VI 1923                                                    |                                                                 |
| oficer ewidencyjny na powiat koźmiński                          | urzędnik wojsk. XI rangi Jan Sopiński                              | IX – 23 X 1923                                                  | PKU Szamotuły                                                   |
| oficer ewidencyjny na powiat koźmiński                          | urzędnik wojsk. XI rangi / por. kanc. Henryk Stachowiak            | 29 X 1923 – 15 XII 1925                                         | kierownik kancelarii 17 DP                                      |
| oficer ewidencyjny na powiat krotoszyński                       | por. kanc. Michał Marian Saluk                                     | do XI 1924                                                      | kreślarz w BŚRW                                                 |
| oficer ewidencyjny na powiat rawicki                            | por. / kpt. piech. Stefan Paluch                                   | 1 VIII 1923 – III 1925                                          | referent inwalidzki PKU Szamotuły                               |
| Obsada pozostałych stanowisk funkcyjnych PKU w 1926 roku        |                                                                    |                                                                 |                                                                 |
| kierownik I referatu administracji rezerw                       | kpt. kanc. / piech. Franciszek Winiarski                           | II 1926 – 1 I 1927                                              | 18 pp                                                           |
| kierownik II referatu poborowego                                | por. kanc. Stanisław Chłodnicki                                    | II 1926 – 1 I 1927                                              | referent inwalidzki w PKU Szamotuły                             |
| referent                                                        | por. kanc. Antoni Mazurkiewicz                                     | od II 1926                                                      |                                                                 |
| referent                                                        | kpt. gosp. Karol Erben                                             | do 1 I 1927                                                     | kierownik II referatu w PKU Gniezno                             |
| referent inwalidzki                                             | por. kanc. Stefan I Markiewicz                                     | II 1926 – 1 I 1927                                              | referent inwalidzki w PKU Ostrów Poznański                      |